# باراليا (بيريا)
باراليا (Παραλία) هي مدينة في بيريا في مقاطعة فوريا إلادا في اليونان.

## معرض صور

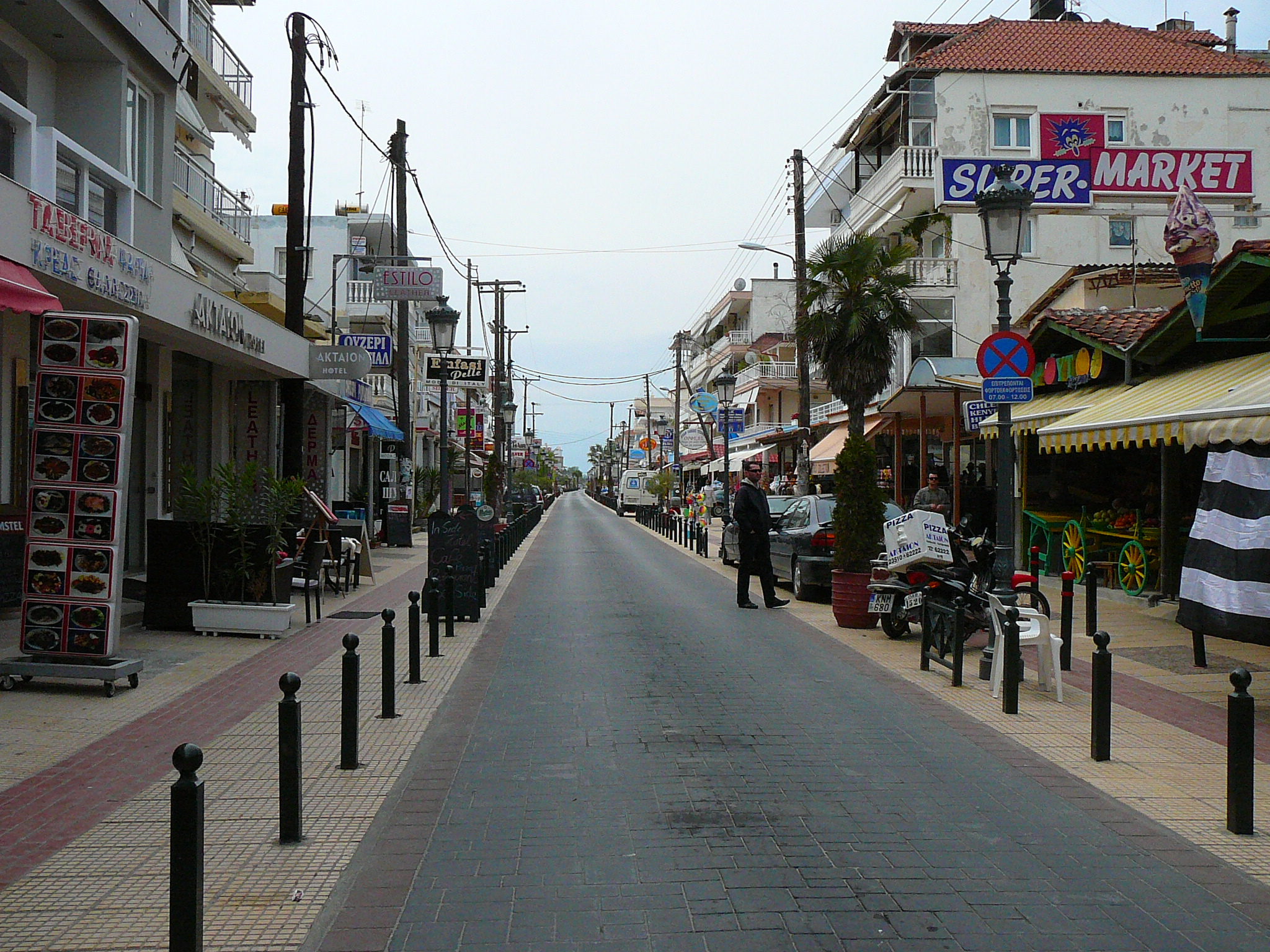
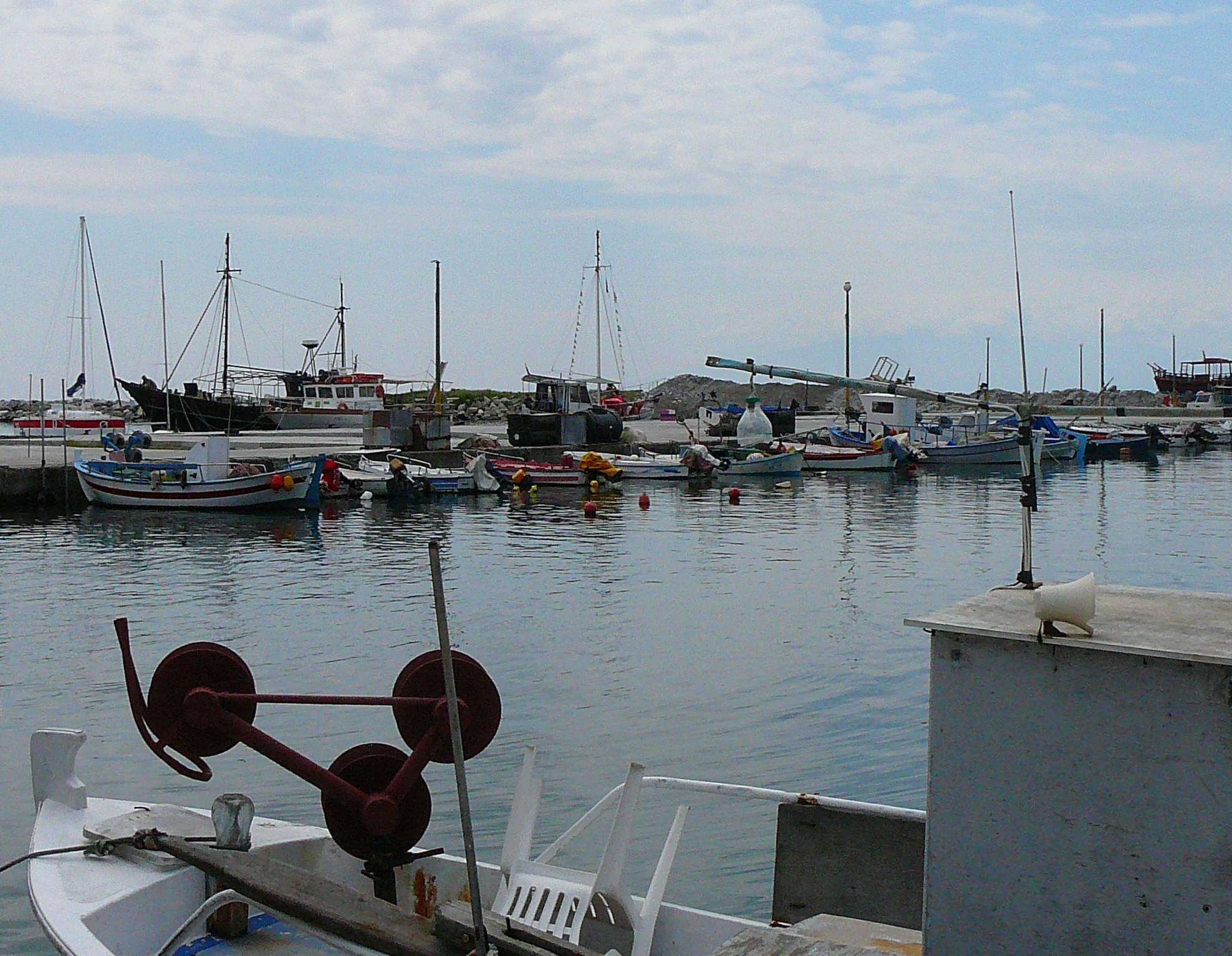
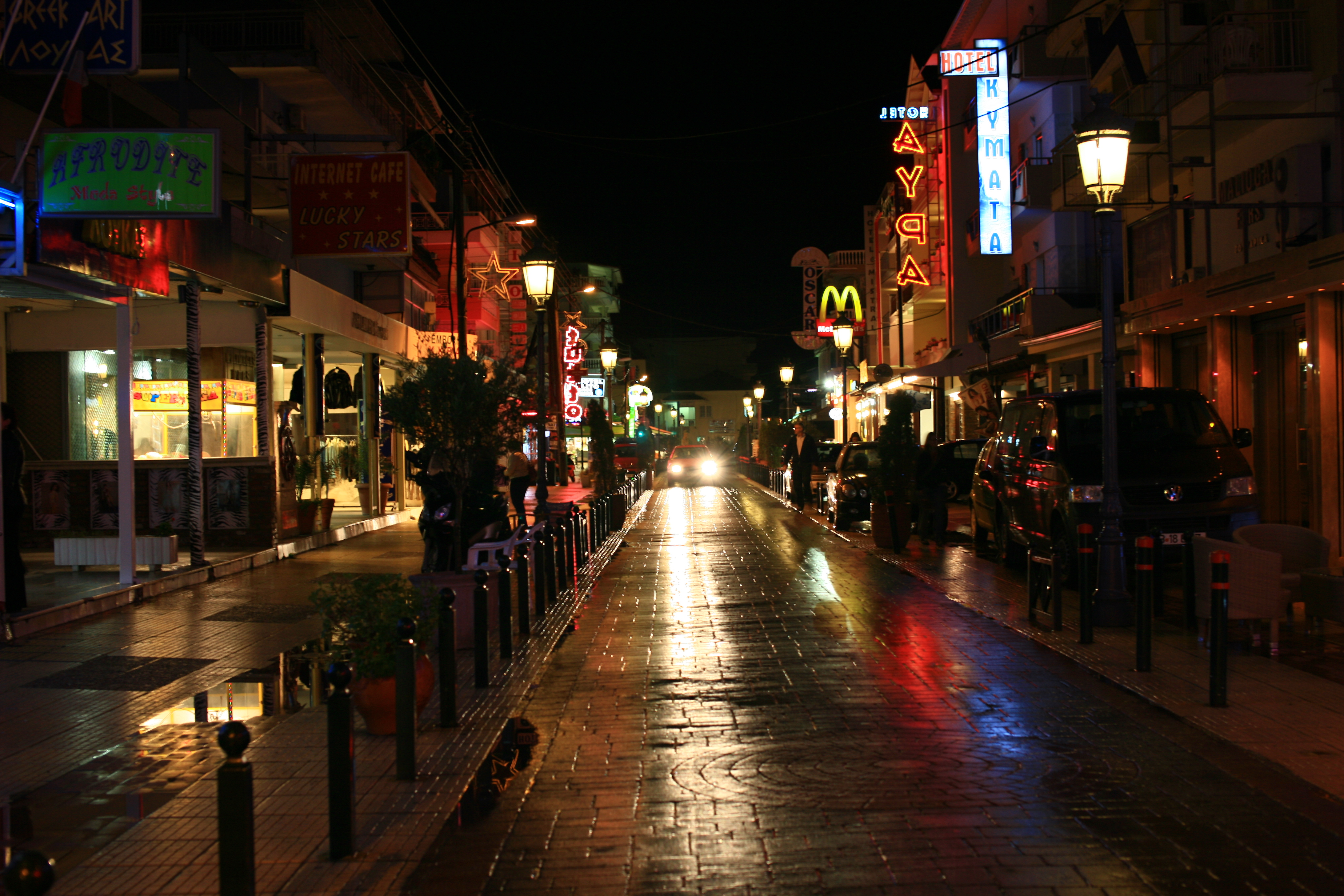
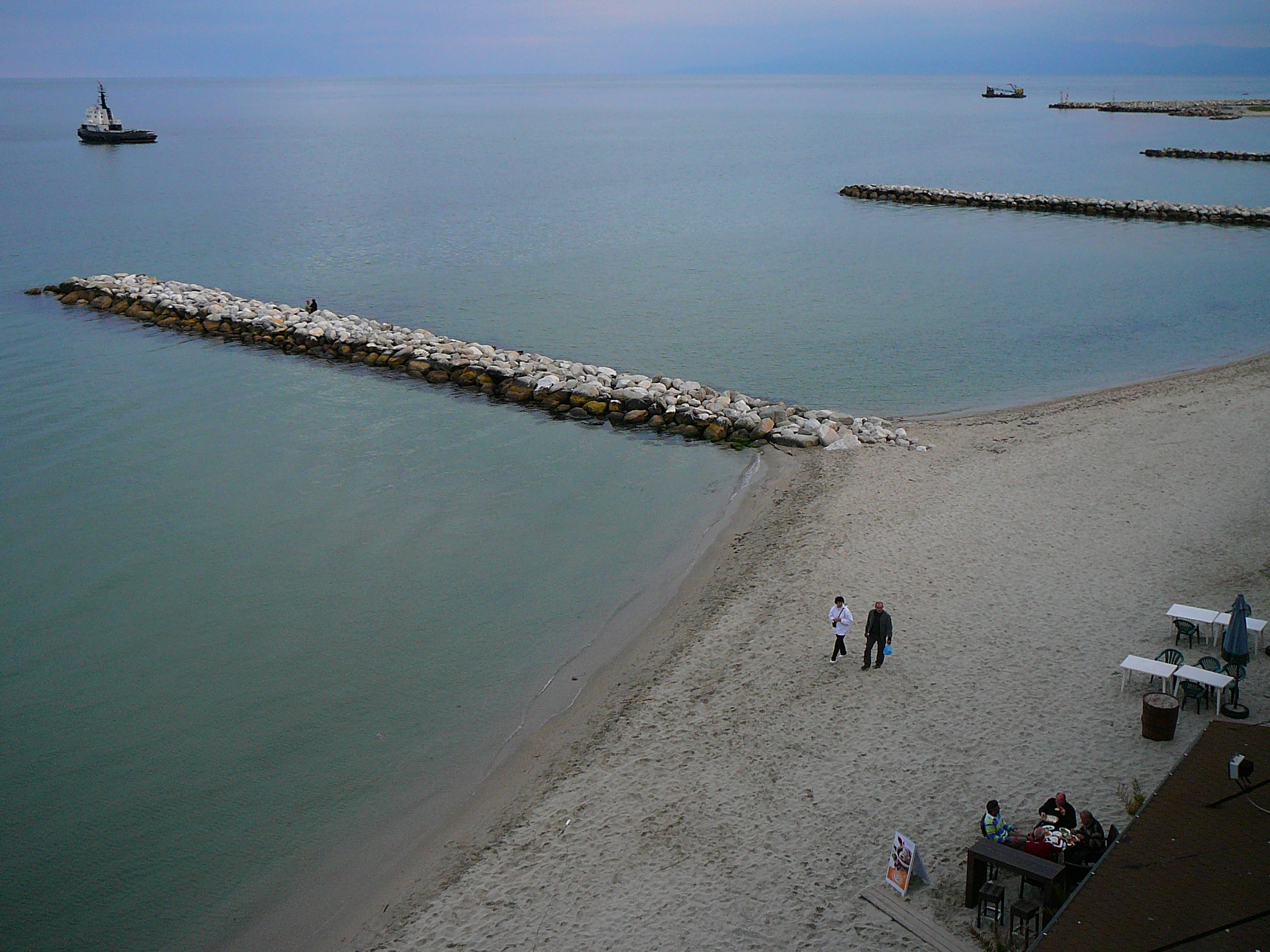